# Wana Tun
Wana Tun (Htun Wunna) (ur. 19 listopada 1989) – birmański zapaśnik walczący w obu stylach. Zajął piętnaste miejsce na igrzyskach azjatyckich w 2014. Srebrny medalista igrzysk Azji Południowo-Wschodniej w 2013 i brązowy w 2019 roku.